# 洞杉
洞杉（どうすぎ）とは富山県魚津市の片貝川流域にみられる、特殊な形状をした立山杉の名称である。「洞杉及び岩上植物群」として魚津市の天然記念物に指定されている

## 概要
洞杉の名前の由来は、幹の内部が空洞になっているものが多い事によるとされている。
生育地は、片貝川支流の南又谷の標高500～700ｍ前後にあり、特に大型の岩石の多い急斜面地に多く生育する。南又谷で124本の自生が確認されているが、それ以外の場所にも生息する。
樹齢は古いもので一千年、若いものでも数百年は経っているとされている。
洞杉の多くは、巨大な石を抱え込むような形で生息しているのが特徴で、片貝川上流に独特の景観を形成している。
環境省が平成11・12年に行った巨樹・巨木調査では、洞杉は主幹の幹周が1,560cmあり、樹種別の巨木のスギ部門で新潟県の将軍スギ（1,931cm）、鹿児島県の縄文杉（1,610cm）についで３番目の巨木とされている。また、平成16年の調査で、最大の洞杉は四本の株立ち幹周り合計が30.18mと計測された 。

## 交通アクセス
公共交通
あいの風とやま鉄道魚津駅か富山地方鉄道本線新魚津駅から徒歩300分。
車
北陸自動車道の魚津ICから東へ約15km。
市道南又線駐車場から先2.8kmは、周辺の自然環境保全のために2011年（平成23年）よりマイカー乗り入れ自粛区域となっていたが、地域資源の活用を求める地域の声を受け、2022年（令和4年）8月19日から同年10月31日まで、試験的に通行制限を解除した。試行期間中の効果と影響を分析し、2023年（令和5年）度以降に継続するかどうか決める。